# Trude Mally
Trude Mally, nom de scène de Gertrud Barbara Mally (née le 21 janvier 1928 à Neukettenhof, morte le 4 juin 2009 à Vienne) est une chanteuse autrichienne.

## Biographie
Trude Mally grandit dans une famille de musiciens et commence à jouer du piano et à chanter dès son enfance. À l'âge de 10 ans, elle se produit avec sa tante, la chanteuse folklorique Ady Rothmayer (1893–1975), et devient rapidement une enfant star. Pendant la Seconde Guerre mondiale, Rothmayer est embauchée pour le théâtre pour le front et emmène sa nièce avec elle pour interpréter un répertoire de chansons folkloriques et viennoises. Cette tournée les amène en Norvège et en Russie et dans la dernière année de la Seconde Guerre mondiale dans les hôpitaux.
De fin 1945 à mi-1947, Mally est membre de l'Alpenklang-Trio, de 1947 à 1949 elle fait des apparitions dans l'émission Rot-Weiß-Rot, des avant-premières de représentations cinématographiques et dans des cabarets. Lors de tournées, elle est aux côtés de Hans Moser en Autriche et en Suisse et a plusieurs apparitions vocales dans des films.
En 1951, elle se produit avec la famille Matauschek, une famille d'interprètes du répertoire traditionnel de musique folklorique viennoise. Elle rencontre alors Fritz Matauschek fils (1917-1977), avec qui elle est mariée de 1953 à 1960. Depuis, elle est souvent accompagnée de son beau-frère, l'accordéoniste Pepi Matauschek (1925–2000).
Lors des entretiens préparatoires à la signature du traité d'État autrichien en 1955, Trude Mally est engagée par le gouvernement fédéral autrichien pour amadouer les forces occupantes alliées.
À partir de 1964, Mally commence un nouveau départ dans le duo avec son compagnon Karl Nagl (1922–1994), toujours dans la musique folklorique viennoise. La collaboration, qui dure jusqu'en 1983, fut temporairement interrompue lors de son second mariage avec un aubergiste de 1970 à 1972 et qu'elle renonce à sa profession de chanteuse.
Avec Nagl, elle a de nombreux engagements dans des cafés viennois et fait de nombreux enregistrements et émissions de radio pour l'ORF, suivis d'apparitions à la télévision. À partir de 1984, Pepi Matauschek est son partenaire préféré, après sa mort en 2000, Mally se produit avec Roland Sulzer ou le duo Karl Hodina/Rudi Koschelu.
Trude Mally devient l'une des dernières représentantes de la manière viennoise du yodel, le dudeln traditionnel, et une interprète populaire de chants folkloriques viennois et alpins ainsi que de chants traditionnels viennois.
Trude Mally transmet ses connaissances et son savoir-faire à une nouvelle génération : Agnes Palmisano, Tini Kainrath, Doris Windhager, Rudi Koschelu…
En 2018, la Trude-Mally-Weg de Vienne-Donaustadt porte son nom.

## Source de la traduction
- (de) Cet article est partiellement ou en totalité issu de l’article de Wikipédia en allemand intitulé « Trude Mally » (voir la liste des auteurs).